# كريستوفر بيك
كريستوفر بيك (بالألمانية: Christopher Beck)‏ (12 نوفمبر 1984 بألمانيا الغربية في ألمانيا - ) هو لاعب كرة قدم ألماني في مركز الدفاع. لعب مع دينامو دريسدن وروت فايس آهلن وBischofswerdaer FV 08 ‏ وFSV Wacker 90 Nordhausen ‏ وBSG Stahl Riesa ‏ وFSV Budissa Bautzen ‏ وSC Verl ‏ وFC Oberneuland ‏.

## وصلات خارجية
- كريستوفر بيك على موقع قاعدة بيانات كرة القدم.إي يو (الإنجليزية)
- كريستوفر بيك على موقع بيانات كرة القدم. دي إي (الألمانية)